# Phlogophora contrasta
Phlogophora contrasta är en fjärilsart som beskrevs av Holloway 1976. Phlogophora contrasta ingår i släktet Phlogophora och familjen nattflyn. Inga underarter finns listade i Catalogue of Life.